# جميل بكر

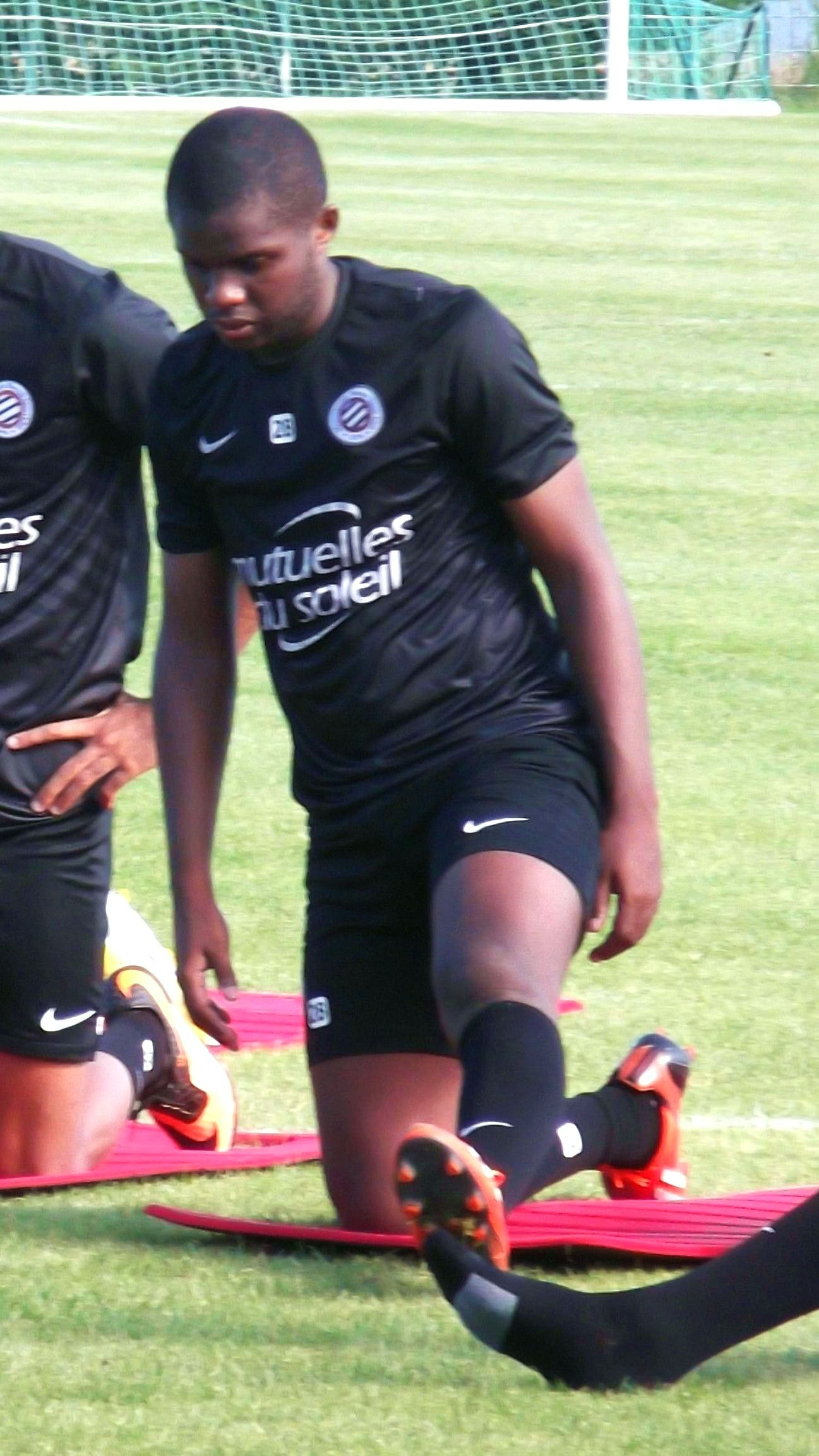

جميل بكر (بالفرنسية: Djamel Bakar)‏ (مواليد 6 أبريل 1989 في مرسيليا - فرنسا) لاعب كرة قدم فرنسي يلعب حاليا لصالح نادي الدرجة الأولى نانسي الفرنسي منذ 2009 في مركز الجناح .

## روابط خارجية
- جميل بكر على موقع قاعدة بيانات كرة القدم.إي يو (الإنجليزية)
- جميل بكر على موقع ليكيب (الفرنسية)
- جميل بكر على موقع ناشيونال فوتبول تيمز (الإنجليزية)
- جميل بكر على موقع Soccerway.com (الإنجليزية)
- جميل بكر على موقع عالم كرة القدم.نت (الإنجليزية)
- جميل بكر على موقع كووورة
- جميل بكر على موقع AS.com (الإسبانية)